# Freddy Bautista
Freddy Bautista (Tlaxiaco, Oaxaca, 5 de abril de 1983) o también conocido como Albañil legendario, es un cantante y albañil mexicano.

## Biografía
Nacido en Tlaxiaco, Oaxaca, el 5 de abril de 1983, participó en el concurso televisivo de telerrealidad La Academia, en 2002, en donde obtuvo el cuarto lugar de la competencia, en 2003. Después lanzó su primera producción en independiente, de nombre Por tu cumpla yo. Ese mismo año, participó en Desafío de estrellas, donde 32 participantes se disputaron por el primer lugar.
En 2009, formó Banda Mix y participó en El gran desafío de estrellas, junto a Rosalía León Oviedo.
En 2020, lanzó un disco cristiano llamado Ahora puedo sonreir.
En 2024, participó en la competencia de Tentados por la fortuna, en donde fue el ganador absoluto.

## Otros proyectos

### Programas de televisión
| Año       | Título                       | Papel        | Lugar     |
| --------- | ---------------------------- | ------------ | --------- |
| 2002-2003 | La Academia                  | Participante | 4.° lugar |
| 2003      | Desafío de estrellas         | Participante | Eliminado |
| 2003      | Homenaje a                   | Participante |           |
| 2009      | El gran desafío de estrellas | Participante | Eliminado |
| 2024      | Tentados por la fortuna      | Participante | Ganador   |

### Series y unitarios
- La vida es una canción (2004) - 1 episodio
- Lo que callamos las mujeres (2009) - 1 episodio
- A cada quien su santo (2009) - 1 episodio

## Discografía
- Por tu culpa yo (2003)
- Mi confesión (2010)
- Ahora puedo sonreir (2020)